# Трам-тарарам, или Бухты-барахты
«Трам-тарарам, или Бухты-барахты» — российский художественный комедийный телефильм 1993 года.

## Сюжет
Фильм состоит из связанных между собой частей: «Сладкое время надежд или Спонсор и халява», «Процесс пошёл или Развитие капитализма в России», «Вольному воля или Век свободы не видать», «Благие намерения или Пиши пропало», «Того не миновать или Шоковая терапия», «Бывали хуже времена или Горя бояться-счастья не видать».
В центре сюжета ленивая и не слишком добросовестная в отношении своих обязанностей рабочая бригада штукатуров-романтиков, состоящая из алкоголика, лентяя и весельчака Дмитрия Ивановича, в одиночку воспитывающего взрослую дочь, и детдомовского доверчивого парня Саньки, с которыми постоянно случаются всевозможные курьёзы и комичные происшествия.

## О фильме
Действие фильма происходит в маленьком городе Сарапуле, который находится в Удмуртской республике, на правом берегу реки Камы. В фильме появляется знаменитая в городе Дача Башенина, Сарапульский портовый дом, который давно снесли, улица Достоевского, дом 60, и другие достопримечательности.
Борислав Брондуков исполнил в фильме сразу две роли: милиционера Фердинандыча и усатого алкоголика в шапке-ушанке.

## В ролях
- Александр Панкратов-Чёрный — Дмитрий Иванович Макаровский
- Евгений Стычкин — Санька
- Наталья Аринбасарова — Аниса Садыкова, учительница музыки
- Алексей Булдаков — бригадир Николаич
- Борислав Брондуков — милиционер Фердинандыч, алкоголик в шапке
- Екатерина Двигубская — Клава Макаровская
- Юрий Дубровин — дядя Вася «Камбала»
- Анатолий Рудаков — Коля
- Виктор Ильичёв — Рябов
- Вадим Захарченко — директор комбината

## Съёмочная группа
- Автор сценария: Рудольф Тюрин
- Режиссёр: Эльдор Уразбаев
- Оператор: Сергей Филиппов
- Художник: Григорий Широков

## Музыка
Композитором фильма выступил Евгений Крылатов. После премьеры фильма музыка использовалась в киножурнале Ералаш.
В фильме прозвучали песни:
- Алёна Апина — «Ксюша»
- Александр Розенбаум — «Заходите к нам на огонёк…»
- Михаил Линк и ансамбль «Неужели» — Кружится, кружится (слова песни написал Александр Панкратов-Чёрный)